# کوم جابر، قنا
کوم جابر (به عربی: كوم جابر)، روستایی از توابع شهرستان ابو تشت در استان قنا و کشور مصر است.

## جمعیت
براساس سرشماری سال ۲۰۰۶ مصر، جمعیت آن ۷۵۹۱ نفر(۳۷۱۷ مرد و ۳۸۷۴ زن) بوده‌است.